# كفارة (مفهوم)
الكفارة هو مفهوم قيام الشخص باتخاذ إجراء لتصحيح خطأ سابق من جانبه، إما من خلال العمل المباشر للتراجع عن عواقب هذا الفعل، أو إجراء مماثل لفعل الخير للآخرين، أو بعض التعبير الآخر عن مشاعر الندم. الكفارة «ترتبط ارتباطًا وثيقًا بالغفران والمصالحة والأسف والندم والتوبة والتعويض والشعور بالذنب». ويمكن عدها خطوة ضرورية على طريق الخلاص.